# Kanton Saint-Gengoux-le-National
Der Kanton Saint-Gengoux-le-National war bis 2015 ein französischer Wahlkreis im Arrondissement Mâcon, im Département Saône-et-Loire und in der Region Burgund. Sein Hauptort war Saint-Gengoux-le-National. Vertreter im Generalrat des Départements war zuletzt von 2001 bis 2015 Jean-Pierre Chapelon (DVG).  
Der Kanton war 155,14 km² groß und hatte 3880 Einwohner (1999), was einer Bevölkerungsdichte von 25 Einwohnern pro km² entsprach. Er lag im Mittel 255 Meter über dem Meeresspiegel, zwischen 193 Metern in Saint-Gengoux-le-National und 551 Metern in Chissey-lès-Mâcon. 

## Gemeinden
Der Kanton bestand aus 19 Gemeinden:
| Gemeinde                  | Einwohner Jahr | Fläche km² | Bevölkerungsdichte | Code INSEE | Postleitzahl |
| ------------------------- | -------------- | ---------- | ------------------ | ---------- | ------------ |
| Ameugny                   | 160 (2013)     | –          | – Einw./km²        | 71007      | 71460        |
| Bissy-sous-Uxelles        | 71 (2013)      | –          | – Einw./km²        | 71036      | 71460        |
| Bonnay                    | 328 (2013)     | –          | – Einw./km²        | 71042      | 71460        |
| Burnand                   | 125 (2013)     | –          | – Einw./km²        | 71067      | 71460        |
| Burzy                     | 73 (2013)      | –          | – Einw./km²        | 71068      | 71460        |
| Chapaize                  | 142 (2013)     | –          | – Einw./km²        | 71087      | 71460        |
| Chissey-lès-Mâcon         | 245 (2013)     | –          | – Einw./km²        | 71130      | 71460        |
| Cormatin                  | 562 (2013)     | –          | – Einw./km²        | 71145      | 71460        |
| Cortevaix                 | 255 (2013)     | –          | – Einw./km²        | 71147      | 71460        |
| Curtil-sous-Burnand       | 133 (2013)     | –          | – Einw./km²        | 71164      | 71460        |
| Malay                     | 237 (2013)     | –          | – Einw./km²        | 71272      | 71460        |
| Passy                     | 58 (2013)      | –          | – Einw./km²        | 71344      | 71220        |
| Sailly                    | 84 (2013)      | –          | – Einw./km²        | 71381      | 71250        |
| Saint-Gengoux-le-National | 1.041 (2013)   | –          | – Einw./km²        | 71417      | 71460        |
| Saint-Huruge              | 57 (2013)      | –          | – Einw./km²        | 71427      | 71460        |
| Saint-Ythaire             | 125 (2013)     | –          | – Einw./km²        | 71492      | 71460        |
| Savigny-sur-Grosne        | 177 (2013)     | –          | – Einw./km²        | 71507      | 71460        |
| Sigy-le-Châtel            | 85 (2013)      | –          | – Einw./km²        | 71521      | 71250        |
| Taizé                     | 178 (2013)     | –          | – Einw./km²        | 71532      | 71250        |

## Bevölkerungsentwicklung
| 1962 | 1968 | 1975 | 1982 | 1990 | 1999 | 2007 |
| ---- | ---- | ---- | ---- | ---- | ---- | ---- |
| 4053 | 4358 | 4070 | 4025 | 3765 | 3880 | 4056 |